# Johannes Galenus van Sytzama

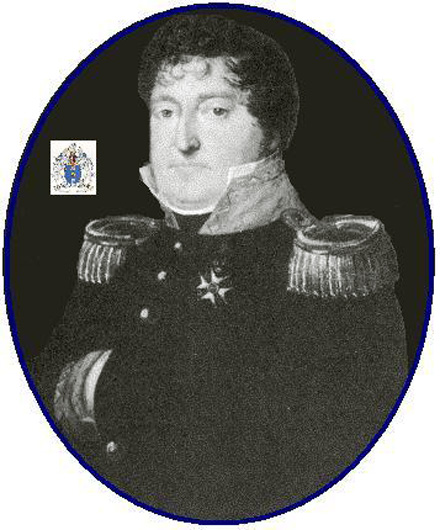
Johannes Galenus van Sytzama

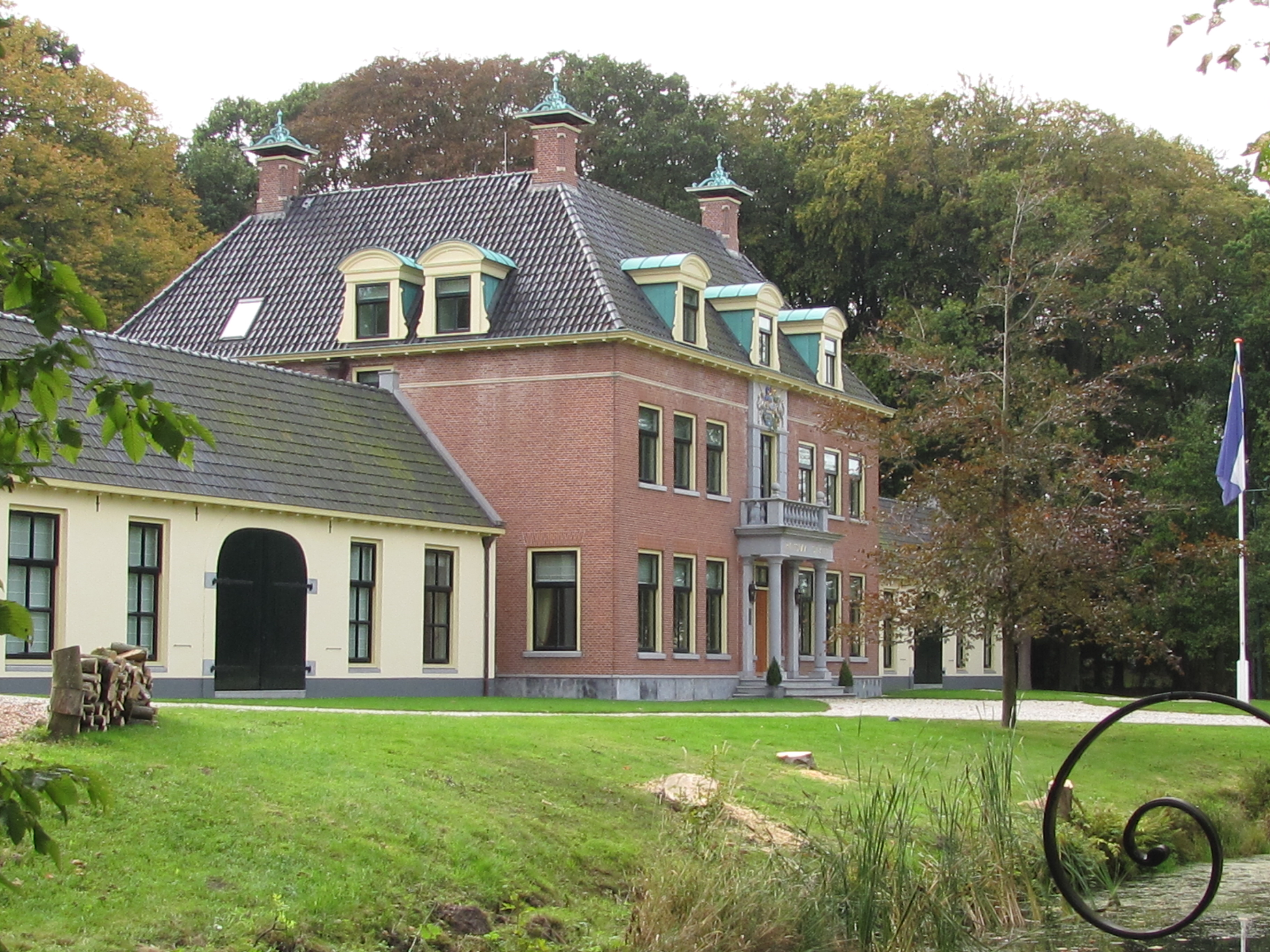
De Rinsma State: het geboortehuis van Sytzama

Johannes Galenus baron van Sytzama (Driesum, 2 augustus 1767 - Leeuwarden, 13 december 1839) was een Nederlandse cavalerieofficier en politicus.

## Familie
Johannes Galenus van Sytzama, lid van de familie Van Sytzama, werd geboren op de Rinsma State in Driesum, als zoon van Maurits Pico Diederik van Sytzama (1731-1795), commies-generaal der Financiën en lid van de Staten van Friesland en Catharina Maria van Heemstra. Van zijn oudoom Pico Galenus van Sytzama erfde hij in 1789 het buitenverblijf de Beslinga State te Friens, waar hij ging wonen tot 1817. Hij trouwde op 26 maart 1787 te Rhenen met Anna Maria Maclaine. Op 18 juni 1801 trouwde hij te Friens met zijn tweede vrouw Eritia Martha van Glinstra. Zijn derde vrouw was Johanna Lewe van Aduard, met wie hij op 16 oktober 1815 trouwde te Leiden. Uit zijn eerste huwelijk had hij onder anderen Maurits Pico Diederik van Sytzama (1789-1848), uit zijn derde huwelijk Douwe Jan Vincent van Sytzama (1816-1886).

## Loopbaan
In 1781 nam hij, 14 jaar oud, dienst bij het Staatse leger en werd ingedeeld bij het Regiment Garde Dragonders. 
Na de Franse machtsovername nam hij ontslag als adjudant in het Staatse leger. Vanaf die datum was hij ambteloos burger en werd hij buitenspel gezet door de Franse bezetter. Hij stond toen onder huisarrest in zijn eigen buitenverblijf de Beslinga State te Friens. In 1813 werden de Fransen verdreven uit Nederland. In 1814 nam hij opnieuw dienst bij de strijdkrachten van het Verenigd Koninkrijk der Nederlanden. Koning Willem I verzocht hem een Regiment Dragonders op te richten en stelde hem daartoe op 6 januari van dat jaar aan in de rang van luitenant-kolonel en commandant van de cavalerie. Van Sytzama delegeerde het commando van dit regiment echter aan majoor Christiaan Maria Lechleitner.
Nadat het formeren van het regiment op 18 juli 1814 voltooid was, kreeg Van Sytzama een andere taak: hij werd commandant van het garnizoen in Leeuwarden. Op 2 september 1814 werd hij benoemd tot kolonel en Provinciaal Commandant in Friesland. In 1817 ging hij weer in zijn geboortehuis wonen, Rinsma State te Driesum. Later, in 1825, werd hij bevorderd tot generaal-majoor. In 1839 ging hij als luitenant-generaal met pensioen. Op 13 december van datzelfde jaar overleed hij, in het stadhuis van Leeuwarden. Vanuit die stad werd hij begraven in de familiegrafkelder op het kerkhof van de Nederlands Hervormde Kerk te Driesum. Voor zijn verdiensten werd hij onderscheiden: hij werd benoemd tot Ridder in de Orde van de Nederlandse Leeuw.
Van Sytzama was behalve militair ook politicus, hij was lid van de Provinciale Staten van Friesland. Het door hem in 1814 opgerichte regiment maakte tot voor kort nog steeds deel uit van de Koninklijke Landmacht, sinds 1951 onder de naam Regiment Huzaren van Sytzama. 